# Cyril Gordon Martin
Cyril Gordon Martin, britanski general, * 1891, † 1980.